# Lamingtoniidae
Lamingtoniidae (лат.) — семейство насекомых из отряда жесткокрылых. Включает в себя всего один род жуков с тремя видами. Представители встречаются в Австралии.
Голотип был собран в Lamington National Park в Квинсленде, под корой мёртвого дерева.

## Систематика
- Род: Lamingtonium Sen Gupta & Crowson, 1969
  - Вид: Lamingtonium binnaburrense Sen Gupta & Crowson, 1969
  - Вид: Lamingtonium loebli Lawrence & Leschen, 2003
  - Вид: Lamingtonium thayerae Lawrence & Leschen, 2003